# Rokytno
Rokytno är en ort i Tjeckien.   Den ligger i regionen Pardubice, i den centrala delen av landet, 100 km öster om huvudstaden Prag. Rokytno ligger 232 meter över havet och antalet invånare är 739.
Terrängen runt Rokytno är platt.Runt Rokytno är det ganska tätbefolkat, med 70 invånare per kvadratkilometer. Närmaste större samhälle är Hradec Králové, 12,3 km norr om Rokytno. Trakten runt Rokytno består till största delen av jordbruksmark.